# 大川橋梁 (只見線)
大川橋梁（おおかわきょうりょう）は、福島県会津若松市門田町大字飯寺 - 同市門田町大字飯寺の阿賀川（大川）に架かる只見線の橋長436.47 m（メートル）の桁橋。西若松駅 - 会津本郷駅間に位置する。

## 概要
- 形式 - 鋼単純上路鈑桁橋22連
- 橋長 - 436.47 m
  - 支間割 - 22×19.15 m
- 幅員 - 単線
- 橋脚 - 円筒型石張りコンクリート橋脚
- 施工 - 川崎造船所兵庫工場[注釈 1]（主桁製作）

阿賀川（大川）に架かる20連以上の多径間のプレートガーダー橋で、橋脚は円筒型コンクリート橋脚が石張りされているという特徴を持ち、現存する重要な土木構造物2800選Bランク、土木学会選奨土木遺産に認定されている。

## 歴史
会津線の橋梁として大川橋梁は1925年（大正14年）に架設され、会津若松駅 - 会津坂下駅の開通に伴って供用開始した。
1971年（昭和46年）8月29日に路線名が只見線と改められた。
2021年（令和3年）に17施設からなる「只見線鉄道施設群」の1つとして土木学会選奨土木遺産に認定された。